# Федаш, Юрий Петрович
Юрий Петрович Федаш (укр. Юрій Петрович Федаш; 25 августа 1980, Великие Борки, Тернопольская область) — украинский военачальник, капитан 2-го ранга. Командовал тральщиком «Черкассы» во время блокады украинского флота на Донузлаве.

## Биография
Юрий Федаш родился 25 августа 1980 года в селе Великие Борки, Тернопольской области. Мать — Галина. Юрий окончил сельскую среднюю школу имени С. Балея в 1997 году. Когда он учился в 10 классе в доме его родителей гостила семья командира подводной лодки из Севастополя. После общения с военнослужащим Юрий решил поступить в Севастопольский военно-морской институт имени П. С. Нахимова, где он обучался на протяжении пяти лет. Затем служил в течение четырёх лет на десантном корабле «Кировоград». В 2006 году перешёл на службу на тральщик «Черкассы», где стал старшим помощником командира, а в сентябре 2012 года — командиром судна. Принимал участие в учениях «Блэксифор», «Си Бриз» и «Фарватер мира».
Во время аннексии Крыма в марте 2014 года украинский флот оказался заблокирован Черноморским флотом Российской Федерации в заливе Донузлав. На выходе из залива был затоплен большой противолодочный корабль «Очаков» и несколько меньших судов. После захвата штаба Южной военно-морской базы Украины в Новоозёрном корабли ВМС Украины, среди которых был и тральщик «Черкассы», вышли на середину залива с целью предотвращения захвата. Тральщик предпринимал две попытки выйти из Донузлава путём буксировки затопленных судов. Однако данные попытки не имели успеха.
26 марта тральщик «Черкассы» был захвачен с помощью двух вертолётов Ми-35 и трёх катеров. Захват происходил с использованием огнестрельного оружия и свето-шумовых гранат. По словам самого Федаша в захвате «Черкасс» участвовал тамбовский спецназ. Во время штурма пострадавших не было. На судне были повреждены механизмы управления и в итоге буксир «Ковель» оттянул «Черкассы» к причалу. На следующий день экипаж сошёл на берег и отправился на материковую Украину. Последним корабль покинул командир Юрий Федаш, после чего с «Черкасс» была убрана украинская символика.
За действия в заливе Донузлав украинские СМИ называли экипаж тральщика и его капитана — героями. 4 апреля 2014 года состоялась приветствие экипажа тральщика «Черкасс» в центре одноимённого города, где их приветствовали как героев. Федашу было присвоено звание почётного гражданина Черкасс.

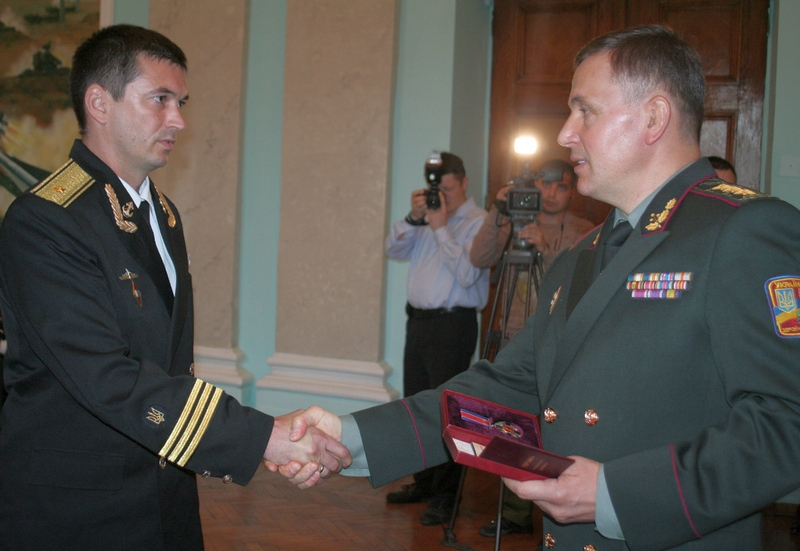
Министр обороны Украины Валерий Гелетей награждает Юрия Федаша Орденом Данилы Галицкого (2014)

После возвращения на материковую Украину Федаш продолжил службу в ВМС Украины и был назначен начальником штаба бригады надводных кораблей в Очакове Николаевской области. Он также был повышен в звании до капитана 2-го ранга. Федаш занимался разработкой противоминной концепции флота в штабе командования ВМСУ. После был назначен начальником отдела боевой подготовки ВМСУ в Одессе (А0456). По состоянию на 2017 год учится в национальном университете обороны Украины имени И. Черняховского.
В 2016 году Федаш принимал участие в открытие памятного знака флагу Украины в родном селе на день независимости страны.
В 2017 году режиссёр Тимур Ященко начал съёмки фильма о действиях тральщика «Черкассы» в 2014 году, а Федаш стал его консультантом.

## Награды и почётные звания
- «Почётный гражданин города Черкассы» (27 марта 2014)[3]
- Памятный знак «За заслуги перед городом Черкассы» II степени (3 апреля 2014)[20]
- «Почётный гражданин села Великие Борки» (25 апреля 2014)[5]
- Орден Данилы Галицкого (21 августа 2014) — за личное мужество и героизм, проявленные в защите государственного суверенитета и территориальной целостности Украины, верность военной присяге, высокопрофессиональное исполнение служебного долга[21].

## Личная жизнь
Жена — Анна является уроженкой Севастополя, сын — Михаил. Юрий владеет автомобилем Ford Mondeo (2013 года выпуска).